# Erythromeris flexilineata
Erythromeris flexilineata är en fjärilsart som beskrevs av Paul Dognin 1911. Erythromeris flexilineata ingår i släktet Erythromeris och familjen påfågelsspinnare. Inga underarter finns listade i Catalogue of Life.